# Charles Masson

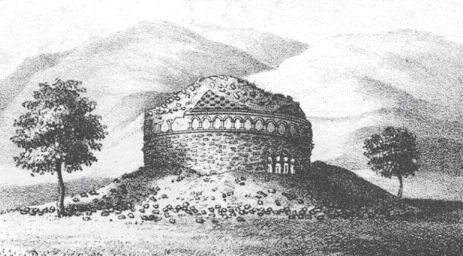
La stupa Nº.2 en Bimaran, donde se encontró el relicario de Bimaran. Dibujo realizado por Charles Masson.

Charles Masson (Londres, 16 de febrero de 1800 - Edmonton, Middlesex, 5 de noviembre de 1853), fue el seudónimo de James Lewis, un explorador y soldado de la Compañía Británica de las Indias Orientales. Fue el primer europeo en descubrir las ruinas de Harappa cerca de Sahiwal en Punjab, Pakistán.
Masson se unió al ala de artillería de Bengala del Ejército de la Compañía Británica de las Indias Orientales en la India.

## Viajes
En 1827, mientras estaba ubicado en Agra, él y un colega desertaron y viajaron a través de partes del Punjab que estaban bajo control británico en ese momento. En Ahmedpur East, fueron rescatados por Josiah Harlan y puestos como ordenanzas en su expedición para derrocar al régimen en Kabul, Afganistán. No mucho después, cerca de Dera Ghazi Khan, desertó Harlan.
Entre 1833 y 1838, Masson excavó más de 50 sitios budistas alrededor de Kabul y Jalalabad en el sudeste de Afganistán, acumulando una gran colección de pequeños objetos y muchas monedas, principalmente del sitio en Bagram, al norte de Kabul. Desde 1827, cuando desertó, a su regreso a Inglaterra en 1842, se estima que Masson recogió alrededor de 47,000 monedas.
Masson fue el primer europeo en ver las ruinas de Harappa, descrito e ilustrado en su libroNarrative of Various Journeys in Balochistan, Afghanistan and The Panjab. También visitó la Provincia de la Frontera Noroeste y Balochistán, sirviendo como agente de la Compañía de las Indias Orientales. 

En la década de 1930, la Delegación Arqueológica Francesa en Afganistán encontró evidencia inesperada de un visitante europeo anterior que había garabateado en una de las cuevas de los Budas de Bāmiyān lo siguiente: 
If any fool this high samootch explore,
Know Charles Masson has been here before.
[Si algún necio explora esta cueva,

que sepa que Charles Masson ha estado aquí antes.]

## El Proyecto Masson en el Museo Británico
A través de sus viajes de gran alcance, Masson construyó una extraordinaria colección de artefactos en gran parte (aunque no exclusivamente) de los estados modernos de Afganistán y Pakistán, con una suma total de 9,000 objetos, que ahora están en manos del Museo Británico. El Proyecto Masson está dirigido por la Dra. Elizabeth Errington, y su objetivo es publicar la colección de Masson. Las publicaciones hasta el momento incluyen:
Dos catálogos principales
- Charles Masson and the Buddhist Sites of Afghanistan: Explorations, Excavations, Collections 1832-1835, by Elizabeth Errington, British Museum Research Publication 215 (2017) ISBN 9780861592159[3]
- The Charles Masson Archive: British Library, British Museum and Other Documents Relating to the 1832–1838 Masson Collection from Afghanistan, by Elizabeth Errington, assisted by Piers Baker, Kirstin Leighton-Boyce and Wannaporn Kay Rienjang, British Museum Research Publication 216 (2017).[4]

Artículos cortos
- E. Errington and V.S. Curtis, From Persepolisto the Punjab. Exploring the Past in Iran, Afghanistanand Pakistan (London, The British Museum Press, 2007), passim.
- E. Errington, ‘“Boots”, “female idols” and disembodied heads’, Journal of Inner Asian Art and Archaeology I (2006), pp. 89-96
- E. Errington, ‘Charles Masson’, Encyclopaedia Iranica online (2004)
- E. Errington, ‘Ancient Afghanistan through the eyes of Charles Masson: the Masson Project at the British Museum’, International Institute for Asian Studies Newsletter (marzo de 2002), pp. 8-9.
- E. Errington, ‘The collections of Charles Masson (1800-53)’, Circle of Inner Asian Art Newsletter 15 (2002), pp. 29-30.
- E. Errington, ‘Discovering ancient Afghanistan, The Masson Collection’, Minerva 13/6 (2002), pp. 53-5
- E. Errington, ‘Discovering ancient Afghanistan’, British Museum Magazine 44 (2002), p. 8
- E. Errington, ‘Charles Masson and Begram’, Topoi 11/1 (2001 [2003]), pp. 357-409
- E. Errington, ‘Rediscovering the collections of Charles Masson’, in M. Alram and D. E. Klimburg-Salter (eds.)Coins, Art and Chronology. Essays on the pre-Islamic History of the Indo-Iranian Borderlands (Vienna, Österreichische Akademie der Wissenschaften, 1999), pp. 207-37

Libros y volúmenes editados
- 1843 Narrative of a journey to Kalât, including an insurrection at that place in 1840; and A Memoir on Eastern Balocistan, Richard Bentley, Londres.
- 1844 Narrative of various journeys in Balochistan, Afghanistan, the Panjab and Kalat 4 vols. Richard Bentley, Londres, (reprint, illustrated Munshiram Manoharlal Publishers, 2001, ISBN 978-8121510332)
- 1848 Legends of the Afghan countries, in verse, James Madden, Londres.

Artículos
- 1841 A memoir on the buildings called topes. In Ariana Antiqua: A descriptive account of the antiquities and coins of Afghanistan, edited by Horace Hayman Wilson. East India Company, Londres.